# Sumita (motor)
Sumita is een historisch merk van motorfietsen.
De bedrijfsnaam was: Sumita Hatsudoki Motor Co., Tokyo.
Sumita was Japans merk van 1941 tot 1955 dat 123-, 148- en 200cc-kopkleppers leverde. Dit waren zeer Britse machines. In 1953 kwam er een 90c-kopie van een Engelse kopklepper. Het laatste model was de Sumita 250 F uit 1955, een BSA-kopie.